# روستاي امام علي (مقاطعة فهرج)
روستاي امام علي (بالفارسية: روستای امام علی) هي قرية تقع في ناحية نغين كوير في إيران. يقدر عدد سكانها بـ 776 نسمة بحسب إحصاء 2016.